# 以太坊經典
以太坊经典（Ethereum Classic）是一個开源、公开、 以区块链為基础的分布式计算平台。 它提供了一个分散的具有圖靈完備性的虛擬機。該虛擬機可以利用全世界的虛擬機節點網絡執行腳本。 以太坊經典还提供了一種可在各用戶之間流通，名為「經典以太坊」的代幣。用戶可把代幣存到密碼货币钱包裏，為各節點參與者的算力提供酬勞。為防止以癱瘓系統為目的之大額交易的出現，經典以太坊設有名為Gas的交易定價制度，所有願意付出較高交易費者之交易均會獲優先處理。
以太坊經典是以太坊平台分叉而成的加密貨幣。在分叉前，經典以太坊被直接稱為以太坊。分叉以後，舊分叉以太坊經典，新分叉則保留原名。在第1920000資料塊出現前便擁有以太坊者都已獲得相等數量的以太坊經典。

## 分叉原因
2016 年 4 月，去中心化自治组织 The DAO 成立並開始募资。同年 5 月，在超過 1 萬 1 千名投資者的支持下，募集了超過價值超過 1.5 億美金的 ETH，佔比接近彼時 ETH 流通總量的 14%。然而，在 2016 年 6 月 17 日，The DAO 被駭客攻擊並盜取了接近三分之一的募資金額，ETH 總流通量的約 5% 的以太幣被盜走。
The DAO 和以太坊社區成員對如何處置如此大額的被盜款項，產生了分歧。一部分人認為應該通過修改以太坊區塊鏈，即硬分叉，來挽回損失；另一部分人認為這樣做違背了區塊鏈去中心化的核心價值。最後經過社區成員投票，97% 的票數都贊成通過硬分叉挽回損失。
於是，彼時的以太坊區塊鏈分叉為兩個獨立的網絡。新的網絡繼承了以太坊的名字，並使用以太幣（ETH）作為加密貨幣。舊的（也是被盜的）網絡則改名為以太坊經典，也就是目前的 ETC 幣。

## Callisto
Callisto是以太坊經典的分支。Callisto將會被分拆為另一種加密貨幣，代號CLO。

## 里程碑
| 版本日期   | 代码名       | 里程碑                                                                   |
| ---------- | ------------ | ------------------------------------------------------------------------ |
| 2015-07-30 | Frontier     | 首個以太坊區塊誔生。                                                     |
| 2016-03-14 | Homestead    | 以太坊平台第二個版本出現。                                               |
| 2016-10-25 | GasReprice   | 以太坊經典從以太坊分叉成獨立貨幣。有些操作被重新定價以防止出現DDoS攻擊。 |
| 2017-01-14 | Die Hard     | 延遲了挖掘難度飆升的時間，令以太坊可推遲把挖礦方式由PoW轉為PoS。         |
| 2017-12-11 | 货币政策轉變 | 由無限供應變為有限供應，把以太坊經典上限定於210,000,000 ETC。            |

## 外部連結
- 官方网站